# HL-bandet
Das HL-bandet (norwegisch) ist ein Presseisrücken im ostantarktischen Königin-Maud-Land. Er ragt südöstlich des südlichen Teils der Sivorgfjella in der Heimefrontfjella auf.
Wissenschaftler des Norwegischen Polarinstituts benannten ihn im Jahr 1987 nach der Abkürzung für die Heimefrontleiinga, den Vorstand der Widerstandsbewegung gegen die deutsche Besatzung Norwegens im Zweiten Weltkrieg.